# فرانك جوناس لافر
فرانك جوناس لافر (7 ديسمبر 1869 - 24 سبتمبر 1919) كان لاعب كريكيت ولاعب بيسبول أسترالي. لعب في 15 مباراة تجريبية بين عامي 1899 و 1909 وزار إنجلترا كلاعب ومدير فريق في أربع مناسبات. كان مصورًا ومؤلفًا بارعًا، وقد كتب وصفًا مصورًا لجولتيه في إنجلترا عامي 1899 و 1905، وهو لاعب كريكيت أسترالي في جولة. 

## مهنة الكريكيت
كان فرانك لافر، ابن جوناس لافر، تاجر الرعي والأخشاب، وماري آن، ني فراي، اللاعب رقم 78 الذي مثل أستراليا. لقد كان ضاربًا في اليد اليمنى وراميًا متوسط السرعة في الذراع اليمنى. في موسمه الأول مع نادي إيست ميلبورن للكريكيت، بصفته لاعبًا من ستة أقدام من البلاد، حصل على 94 ويكيت وصنع ثلاثة قرون، واحتفظ بمكانه في النادي لمدة 25 عامًا. في موسم 1892/93 سجل أكثر من 1000 نقطة مع ناديه، بما في ذلك الرقم القياسي 352 لم يخرج. ضرب مع صديقه وزميله لاعب تيست بيتر مكاليستر في موسم 1903/04، سجل لافر 341 في رقم قياسي للنادي قدره 2 مقابل 744 في الضرب بعد ظهر واحد. اختلف لافر وماكاليستر فيما بعد بشأن إدارة الجولات الخارجية.
وصف بولارد فرانك جوناس لافر بأنه «فظ وغير تقليدي، [من] يمكن أن يهزم حتى الهجمات الراقية. لقد كان لاعب حقل شجاعًا كانت لعبة البولينج مناسبة جدًا للجو الثقيل والملاعب الرطبة في إنجلترا».
كانت أول مباراة تجريبية له بين أستراليا وإنجلترا في ترينت بريدج، نوتنغهام في 1 إلى 3 يونيو 1899. هذه المباراة، وهي الأولى التي تُلعب في ترينت بريدج، تم سحبها مع احتياج إنجلترا إلى 135 جولة للفوز وأستراليا بحاجة إلى 3 ويكيت. كانت مساهمة فرانك جوناس لافر متواضعة في 3 أشواط في كل أدوار وصيد. كانت المباراة ملحوظة أيضًا باعتبارها الاختبار الأخير لـ WG Grace ، والأولى لفيكتور ترامبر وويلفريد رودس.
تحولت ثروات فرانك جوناس لافر في مباراة الاختبار التالية، في لوردز في لندن، حيث انتزع نصيبه الثلاثة في الأدوار الثانية فوزًا أستراليًا بمقدار 10 ويكيت.

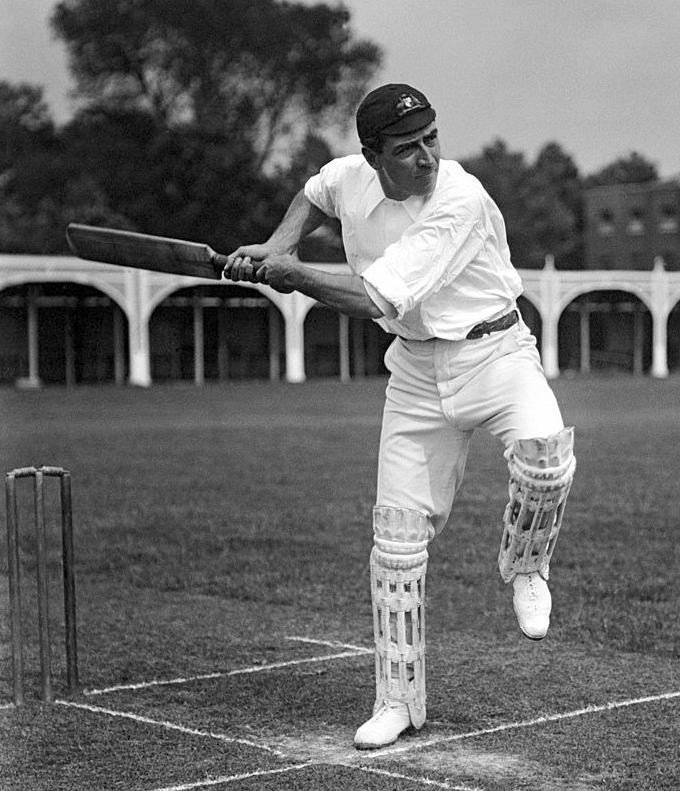
فرانك جوناس لافر. في عام 1905

في جولة إنجلترا عام 1905، تم تعيين فرانك جوناس لافر لاعبًا - مديرًا من قبل مجلس التحكم الأسترالي، واحتل المركز الثاني في متوسطات البولينج، حيث حصل على 115 ويكيت بمعدل 18.19. وصفه بولارد بأنه «لاعب كريكيت ذو شخصية وإدراك، [يمكنه] تشجيع اللاعبين الطموحين على بلوغ آفاق عظيمة.» تم تعيينه مرة أخرى لاعبًا - مديرًا لجولة إنجلترا عام 1909. في نهاية الجولة، رفض فرانك جوناس لافر تقديم سجلاته الخاصة بالرحلة، وأصر على أنه يحتفظ بالكتب فقط لصالح اللاعبين.
في مباراة الاختبار في أولد ترافورد، مانشستر في الفترة من 26 إلى 28 يوليو 1909، كان فرانك جوناس لافر، على حد تعبير ويسدن، «يومًا رائعًا ضد إنجلترا»، حيث حصل على 8 ويكيت في 31 ركلة في الأدوار الأولى. قال ويسدن: «اعتبره رجال المضرب الإنجليزي لاعبًا جيدًا جدًا ولكنه ليس لاعبًا استثنائيًا، وكثيراً ما تساءلوا عن سبب سوء أدائهم ضده». كان هذا أداءً قياسيًا في مباراة اختبارية في أولد ترافورد، يعادله فريد ترومان في عام 1952، حتى حقق جيم لاكر رقم 10 الاستثنائي مقابل 53 و 9 مقابل 37 في عام 1956.
كانت آخر مباراة في اختبار فرانك جوناس لافر بين أستراليا وإنجلترا في ذا أوفال، كينينجتون، لندن في 9 إلى 11 أغسطس 1909، مباراة أخرى مع إنجلترا تحتاج إلى 208 أشواط مع 7 ويكيت. لم يكن فرانك جوناس لافر 8 مرات في أدواره الوحيدة، وأخذ 0 ويكيت لمدة 13 جولة في 8 مرات.
عندما تم تعيين مدير آخر لقيادة الأستراليين إلى إنجلترا في عام 1912، أعلن ستة لاعبين كبار أنهم لن يكونوا متاحين ما لم تتم إعادة فرانك جوناس لافر. ظل مجلس التحكم غير متأثر، وعلى الرغم من الاجتماع الساخن للمختارين الذي تم فيه إلقاء اللكمات، ظل فرانك جوناس لافر يفضله مع المجلس. قال مويس: «أي اقتراح بأن يكون للاعبين الحرية في اختيار المدير كان كثيرًا جدًا». ومع ذلك، تمكن من القيام بجولة غير اختبارية لنيوزيلندا في موسم 1913/14 .
إجمالاً، لعب فرانك جوناس لافر 163 مباراة من الدرجة الأولى في مسيرته بين 1891 و 1914.
لعب ابن أخت فرانك جوناس لافر جاك لافر 13 مباراة من الدرجة الأولى لتسمانيا بين عامي 1946 و 1952.

## مهنة البيسبول
كان فرانك جوناس لافر لاعب بيسبول بارزًا وعضوًا في أول فريق بيسبول وطني في أستراليا. شارك في جولة الكنغر عام 1897 بالولايات المتحدة، والتي كانت المرة الأولى التي يلعب فيها فريق بيسبول أسترالي في الولايات المتحدة.  ذهب ليصبح رئيسًا لاتحاد البيسبول الفيكتوري (1915-1919)  ونائب رئيس اتحاد البيسبول الفيكتوري. تم تكريمه لمساهمته في لعبة البيسبول الأسترالية من خلال انضمامه إلى قاعة مشاهير البيسبول الأسترالية في عام 2005.

## الحياة الشخصية
تزوج كاتي ميرتل أديل ميجور في كياما، نيو ساوث ويلز عام 1914، وأنجب منه طفلان. مات من نزيف في المخ. في وقت وفاته كان يعيش في كيو، فيكتوريا وأعطيت مهنته كشركة مصنعة.

## روابط خارجية
- Frank Laver في